# HD 108147 b
HD 108147 b es un planeta extrasolar, un gigante gaseoso con una masa mínima la mitad de la de Júpiter. Orbita muy próximo a su estrella. La distancia entre el planeta y la estrella es sólo una décima parte de los distancia entre la Tierra y el Sol (0,1 UA). Se han conocido mucho planetas con características como ésta, pero la excentricidad de éste es inusualmente alta. Los planetas que orbitan tan próximos de sus estrellas madres suelen tener órbitas más redondeadas debido a las fuerzas de marea entre cuerpos.
En diciembre de 2019, la  Unión Astronómica Internacional  aprobó el nombre Tumearandu en honor a un sabio del folklore del Paraguay, en un concurso organizado localmente por el Centro Paraguayo de Informaciones Astronómicas en el marco del proyecto IAU100 NameExoWorlds 2019.